# Albidella
Albidella là chi thực vật có hoa trong họ Alismataceae.